# 太湖
太湖是中国五大淡水湖之一，水域面积排行第三，位于江苏省南部和浙江省北部交界处，而在行政区划上幾乎完全属于江苏省，是江、浙两省的界湖，大部分水域位于苏州市，有“包孕吴越”之称。湖泊周边的主要城市，江苏省境内的是苏州（吴中区、吴江区、虎丘区、相城区）、无锡（滨湖区、新吴区、宜兴市）、常州（武进区）。浙江省境内的是湖州。太湖是国家重点风景名胜区之一。

## 介紹

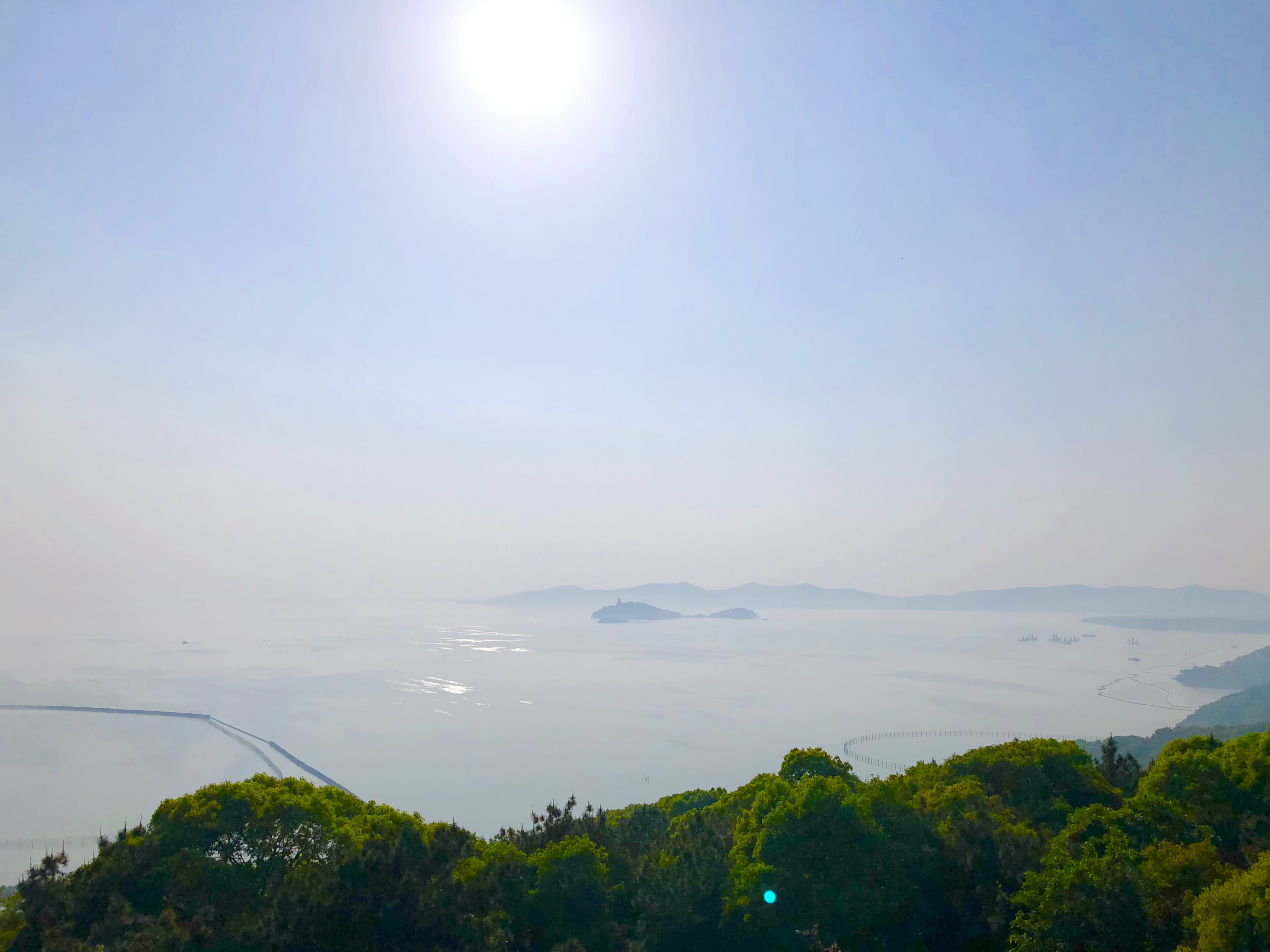
无锡太湖风景，由寶界山顶远眺三山島

太湖是中国第三大淡水湖，位于江苏省南部，邻接浙江省，行政上主要隶属于苏州市，其次則隸屬於無錫市。湖面海拔3.33米，最深达4.8米，周近400公里，面积2338平方公里（三万六千顷）。湖中有大小岛屿48个，连同沿湖半岛山峰，共有72峰。以鼋头渚、三山、洞庭东山、西山、马迹山为最著，组成一幅山外有山，湖中有湖，山峦连绵，层次重叠的壮丽天然图画。沿湖有著名的无锡山水、苏州园林、古吴名迹、宜兴洞天世界，形成了闻名中外的太湖风景区。为全国重点风景名胜区。 太湖流域面积36500平方千米。太湖周邊的水系最后注入长江，京杭大運河亦通過太湖。
太湖在常水位吴淞高程3.00米时，平均水深1.9m，最大水深2.6m，容积44.3亿m3.年均入湖水量57.2亿m3，平均317天换水一次。

## 历史
太湖古称震泽、具区，又称笠泽、五湖。
古代時太湖為東海海湾一部分，由於长江和钱塘江下游泥沙堰塞，逐漸形成封閉的內陸潟湖，在當地充足的雨量及江河不斷的注入大量淡水下，太湖漸漸形成一淡水湖。 

## 水生资源
太湖水产丰富，历来即为重要的水产产地。全太湖共有鱼类106种，虾8种，蟹3种，贝类、螺类、甲壳类等其他水生动物60余种。其中鱼类包括太湖内自行繁殖的鲤鱼、鲫鱼、银鱼、鳊鱼等；半洄游性的青鱼、草鱼、鲢鱼、鳙鱼等；以及江海洄游性的鳗鲡、河豚等。
太湖水质优良，所产水产均品质上乘。其中太湖三白为太湖最为著名的特产。太湖大闸蟹、太湖野鸭等也都享有盛名。

## 太湖洪水
太湖吴江水则碑提供了1194-1954年29次太湖特大洪水水位实刻。1991年太湖大水灾，农田受灾面积仅次于1954年。
太湖防洪警戒水位3.8m。无锡大运河警戒水位3.90m。太湖保证水位4.65米。太湖历史最高平均水位4.79m（1991年7月14日），总蓄水量87.2亿m3。
水利部太湖流域管理局（太湖防总）统一调度太湖沿岸泄洪各闸口59处：
- 太浦闸，经太浦河至黄浦江上游西泖河。太浦河是太湖最主要的泄洪通道，承担约60%的太湖泄洪任务。
- 杨湾港口门
- 瓜泾港口门
- 新开河口门
- 柳胥港口门
- 西塘港口门
- 牛腰泾口门
- 三船路口门
- 大浦口门
- 大鲇鱼口门
- 红旗塘
- 沙墩港
- 望虞河：太湖北部直连长江
- 胥口节制闸
- 锡澄运河定波枢纽工程

现代有水文记录以来最大枯水年为1978年，入湖水量仅0.24亿m3，为常年的0.46%，

## 太湖周边风景区

### 太湖风景名胜区
《太湖风景名胜区规划》编制于1983年，1986年经国务院同意批准。经国务院同意批准的太湖风景名胜区规划总面积为3091平方公里，其中景区面积888平方公里，外围保护地带面积2203平方公里。太湖风景名胜区由13个景区、2个独立景点组成。苏州市有8个景区，分别是市区的木渎、石湖、光福、东山、西山、甪直景区，吴江市的同里景区，常熟市的虞山景区；无锡市有5个景区，分别是市区的梅粱湖、蠡湖、锡惠、马山景区，宜兴市的阳羡景区；无锡市还有2个独立景点，分别是泰伯庙、泰伯墓。

### 湖州太湖风景区
太湖乐园
太湖乐园位于太湖南岸，紧邻湖州市区。主要游乐项目有极限运动场、生肖园、卡丁车赛场、水上世界、垂钓园等

### 无锡太湖风景区

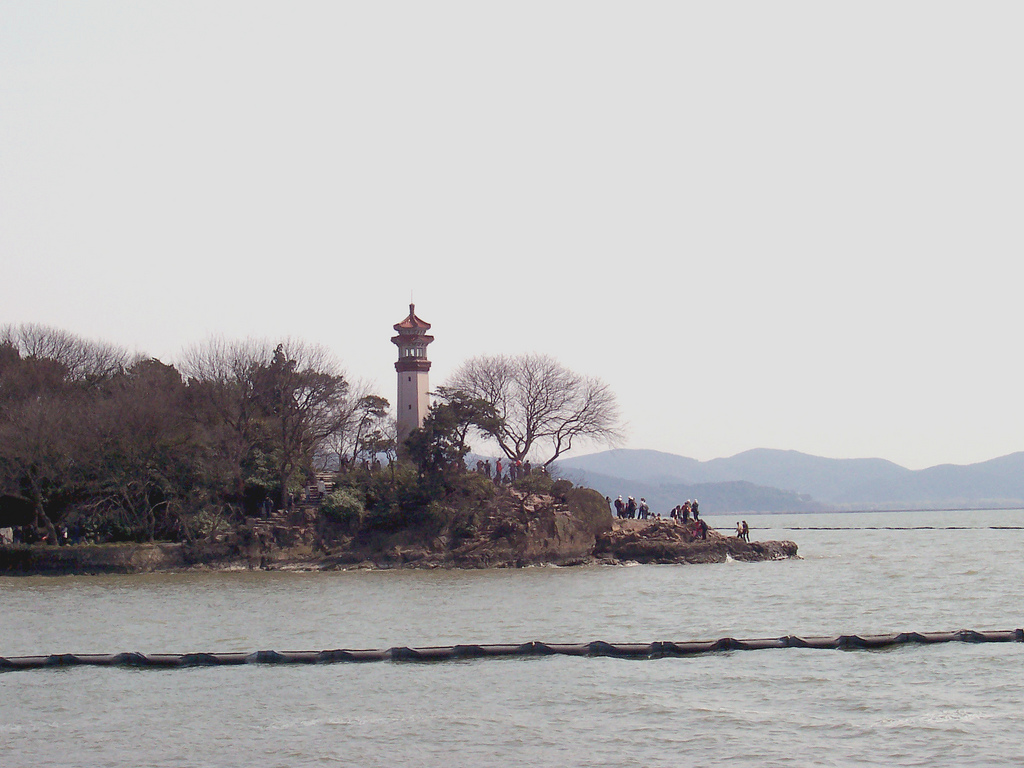
鼋头渚

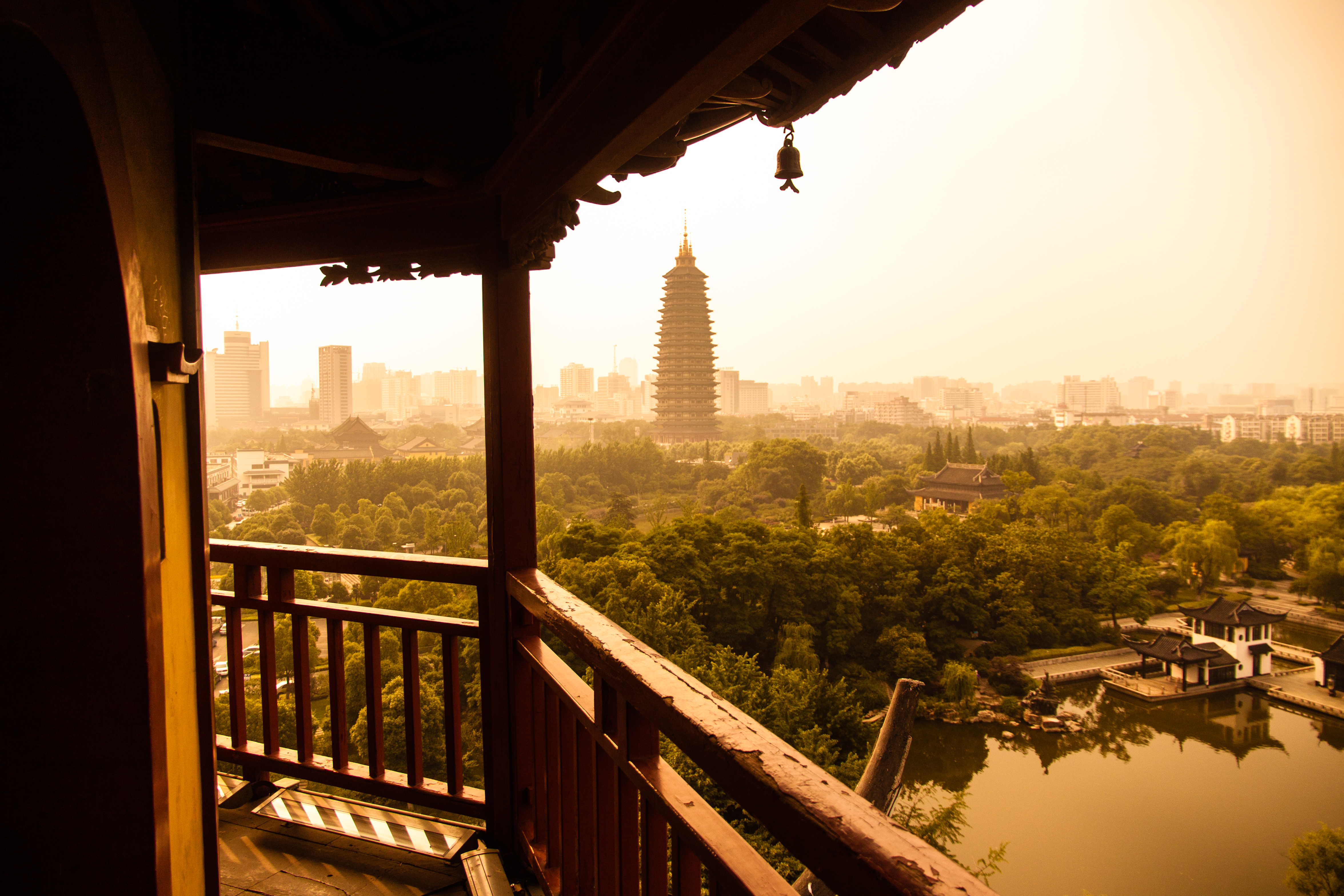
太湖平原

鼋头渚是中国江苏省无锡市滨湖区的一个旅游景区，介于太湖与蠡湖之间的充山西端，因有石渚形如鼋头伸入湖中而得名。号称 “太湖佳绝处，毕竟在鼋头”。
1917年，鼋头渚始建园林，社会名流、达官贵人纷纷在鼋头渚附近营造私家花园和别墅。先后有地方绅士杨翰西购地建“横云山庄”及募资建广福寺、陶朱阁；王心如建“太湖别墅”；陈仲言建陈园（若圃）、郑明山建郑园等，私家园林建筑星罗其布，逐年增多。建国后，这些私家花园和别墅大都由政府接管，合并成“鼋头渚公园”。
80年代后，经统一规划布局，精心缀连，并不断扩建新景点，形成充山隐秀、鹿顶迎晖、鼋渚春涛、万浪卷雪、湖山真意、十里芳径、芦湾消夏、太湖仙岛、江南兰苑、广福古寺、中犊晨雾、中日樱花友谊林等10多处各具风貌的美景，总面积逾500公顷，成为江南最大的山水园林之一。
蠡园
因范蠡而得名的湖、园——蠡园在蠡湖畔。蠡湖是太湖的一部分又名五里湖。蠡园的布局一部分以太湖石堆放的假山为主；另一部分以湖边的千步长廊、沿湖长堤为主。千部长廊一边紧靠碧波荡漾的蠡湖，一边是砌有不同团案的89扇花窗的长墙，墙壁上还嵌着一些珍贵的石刻。蠡湖、蠡园皆因著名历史人物范蠡而得名。传说越国大夫范蠡助越灭吴后曾与西施泛舟在五里湖上。后人为纪念此事，把五里湖改名为蠡湖。 
无锡太湖名胜还有三山公园、梅园、锡惠公园、天下第二泉、寄畅园等。

### 苏州太湖风景区

#### 苏州西山风景区
西山是洞庭西山的简称，南北宽11公里，东西长15公里，面积79.8平方公里，为太湖第一大岛。西山景区是太湖风景名胜区的精华。它是以群岛风光、花果丛林、吴越以来的古迹见长，以游览、度假为主的湖岛区。它拥有湖中群岛、湖湾山水、山中坞谷、山顶峰峦四个风景层次。全区规划建设缥缈云场、水月问茶、林屋晚烟、消夏渔歌、甪里犁云、玄阳稻浪、肖山遗踪、毛公积雪、西湖夕照、石公秋月，凤凰烟雨、金铎松篁、文化巽峰、大沙观帆、罗汉古刹、鸡笼梅雪、明湾古村、甪角风涛、天王鱼国、横山旭日等二十个景点。景点的规划面积共计609.3公顷。
林屋山，位于西山镇东北部，根据历史记载，早在大禹治水期间，大禹就在此留下过足迹，《吴地记》载“在县西一百三十里中有洞庭，深远世莫能测。吴王使灵威丈人入洞穴，十七日不能尽，因得禹水”。石公山，位于西山东南角，因山前原有巨型太湖石，状若老翁，故名“石公”。“石有族聚，太湖为甲”，唐代就已闻名天下的“花石纲”就采于此地，并留下了“联云障”等遗迹。山腰南部，四角翘飞的御墨亭，因中置清世祖顺治御书“敬佛”石碑而得名，作为镇山之宝。“御墨亭”三字由溥杰所书。“归云洞”三字为明代嚴澂草书，徐纲才楷书“读圣贤书，行仁义事，存忠孝心”等摩崖石刻。

#### 苏州东山风景区
东山是洞庭东山的简称，是延伸于太湖中的一个半岛，西、南、东三面环水。在太湖洞山与庭山以东而得名洞庭东山，也称为东洞庭山，古称莫厘山、胥母山。主峰莫厘峰是太湖72峰中第二大峰，海拔293.5米，东山景区包括三山、泽山、厥山、连柱山、南剑壶、北剑壶、余山、小浮子山、孤亭、余洲、小雷山等大小岛屿11个。东山镇上有保存完好的仿古雕花楼，席家花园，明代住宅建筑楠木厅等。市镇四周，处处有观光游览景点，如紫金庵的彩塑罗汉、古村陆巷的明清古建筑、碧螺峰下的灵源寺等。

#### 太湖国家湿地公园
太湖国家湿地公园位于江苏省苏州市虎丘区镇湖街道，规划总面积4.6平方公里，一期对外开放2.3平方公里。该湿地公园以太湖边原有的湿地为基础，进行环境整治，打造成为一个自然与文化相融的个性独具的原始时尚休闲景区。景区内共有了湿地渔业体验区、湿地展示区、湿地生态栖息地、湿地生态培育区、水乡游赏休闲区、湿地生态科教基地、原生湿地保护区等七大功能区。除此以外，五十余座桥梁贯穿整个湿地公园。公园于2010年2月对外开放。

### 太湖的形成
2009年南京大學的王鶴年、謝志東以及錢漢東教授找到隕石所撞擊而形成之證據，經過分析確證在太湖沉積淤泥中發現的各種奇石與石棍，保留了明顯的衝擊濺射特徵，顯示其形成經歷了衝擊震碎、熔融、挖掘拋射、空中飛行等階段，最終濺落在衝擊坑及其周圍。同時，濺射物表層結構保留了氣流刻蝕紋，並有熔珠和鐵質熔殼；濺射物鐵質熔殼內包裹有石英、長英質等衝擊形成的粉塵。

## 相关事件
- 1111年，太湖結冰，冰層厚到可通行車馬，此為首次見於中國史載之太湖結冰事件。
- 2007年5月30日，太湖因为蓝藻污染事件污染严重，造成无锡自来水发臭，无法正常使用，市民纷纷抢购纯净水，即太湖蓝藻污染爆发。[4]
- 2009年，由中國南京大學地球科學系王鶴年、謝志東、錢漢東三位教授，找到隕石所撞擊而形成的大坑，進而演化成太湖之證據，據推估太湖形成約小於一萬年。[5]

## 水利
- 水利部太湖流域管理局
- 引江济太工程

## 景觀

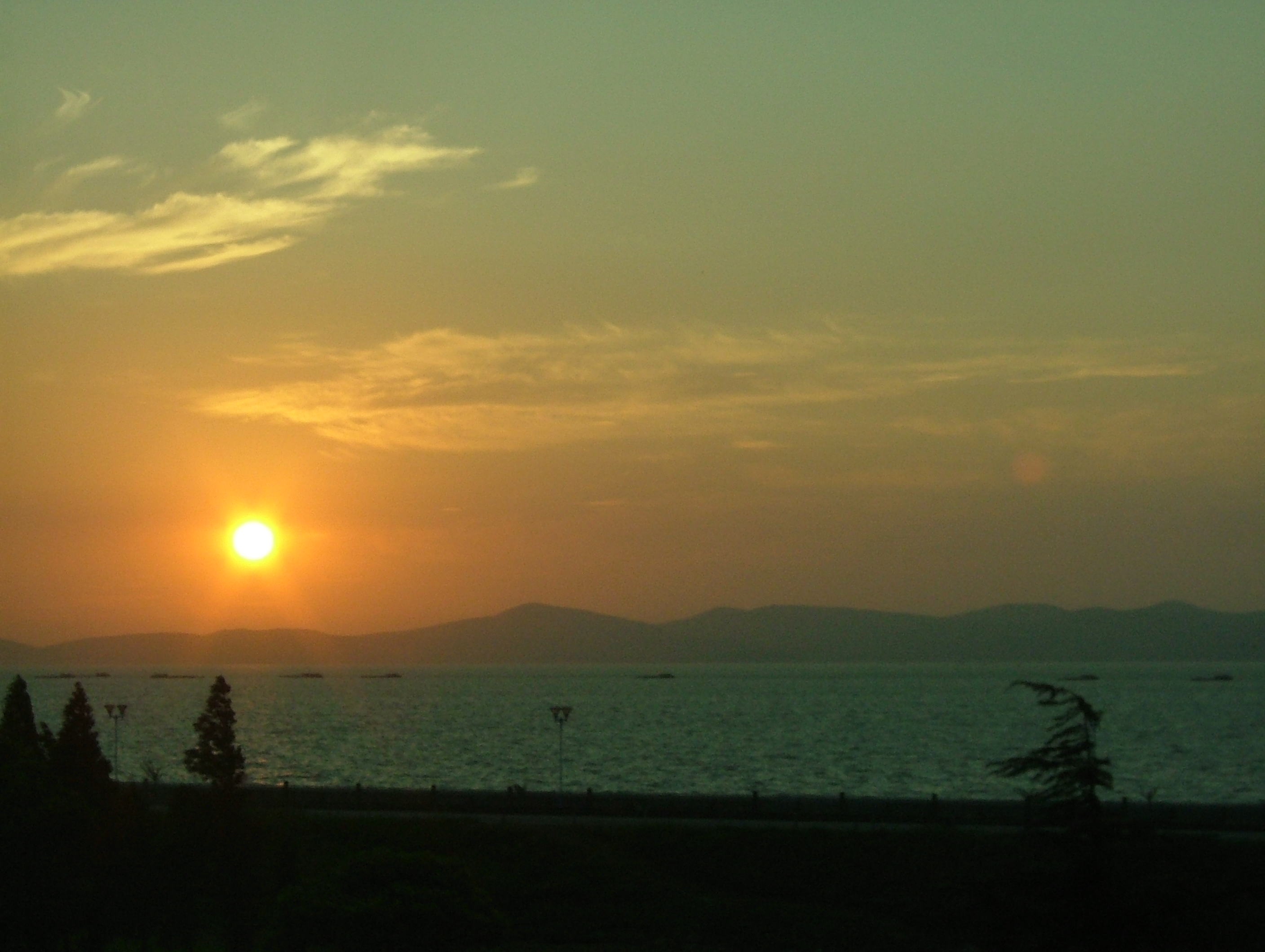
太湖之日出(无锡)
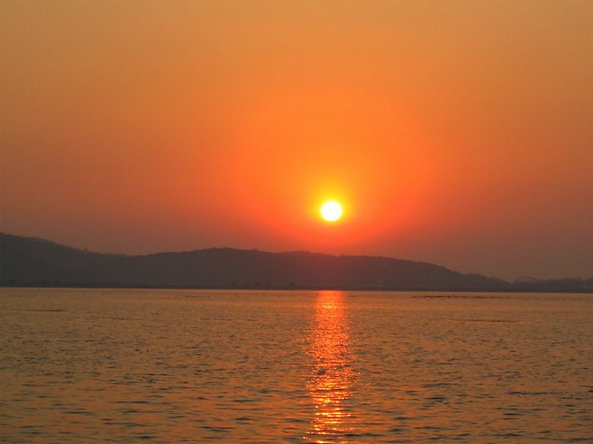
无锡太湖蠡湖日落
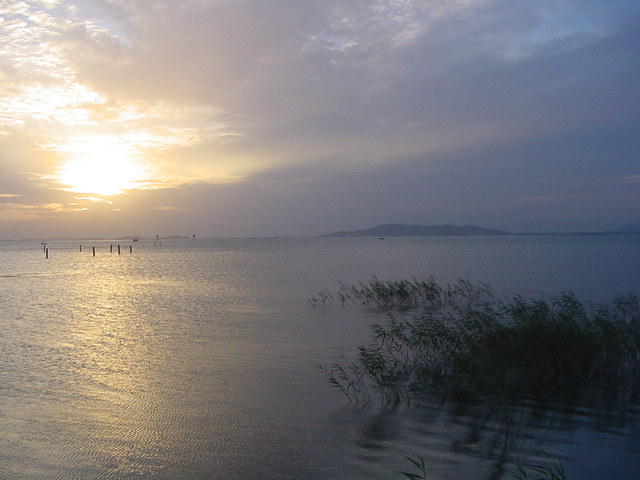
夕阳下的太湖(苏州)
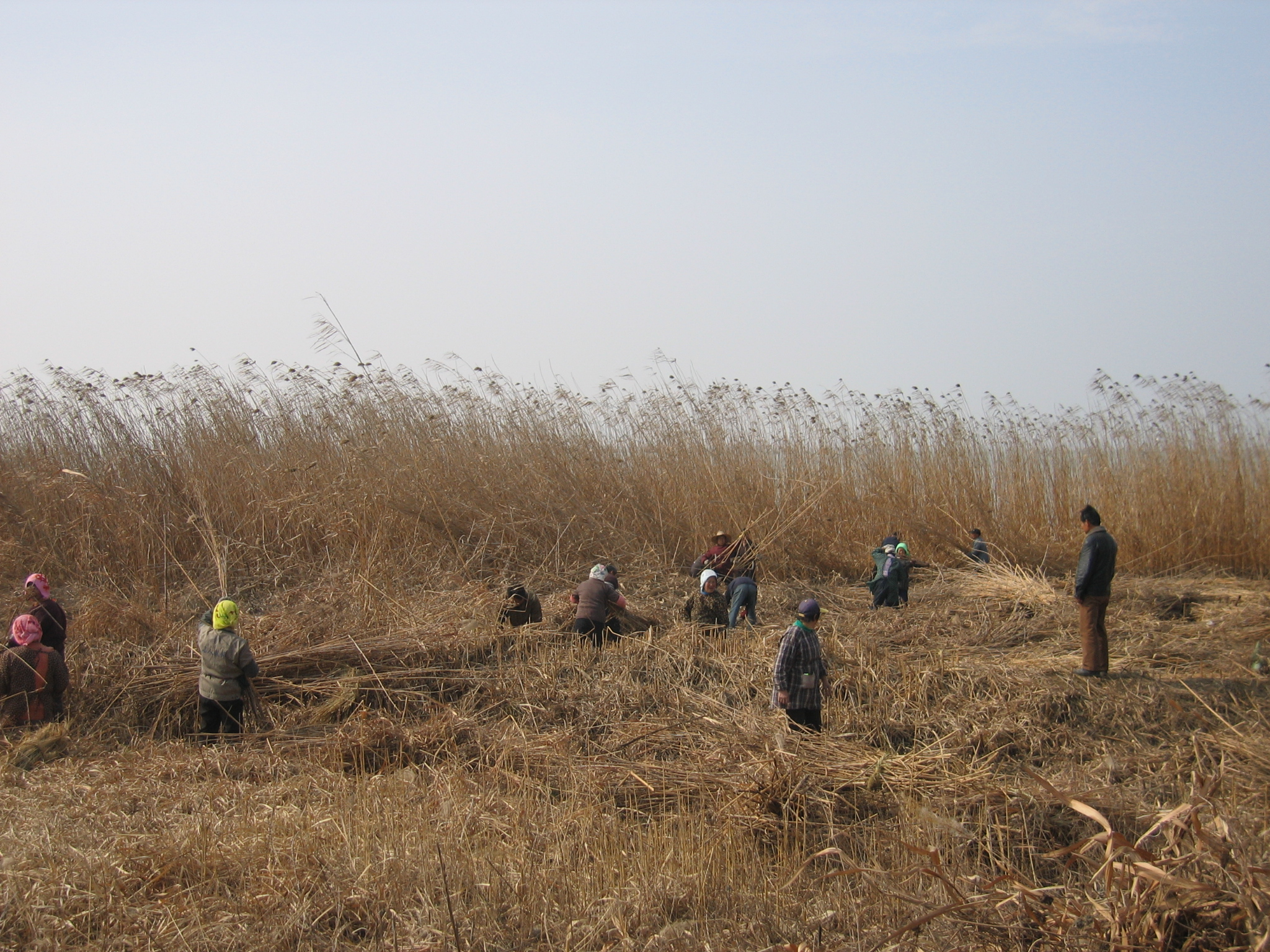
苏州民众于太湖岸边收割蘆葦
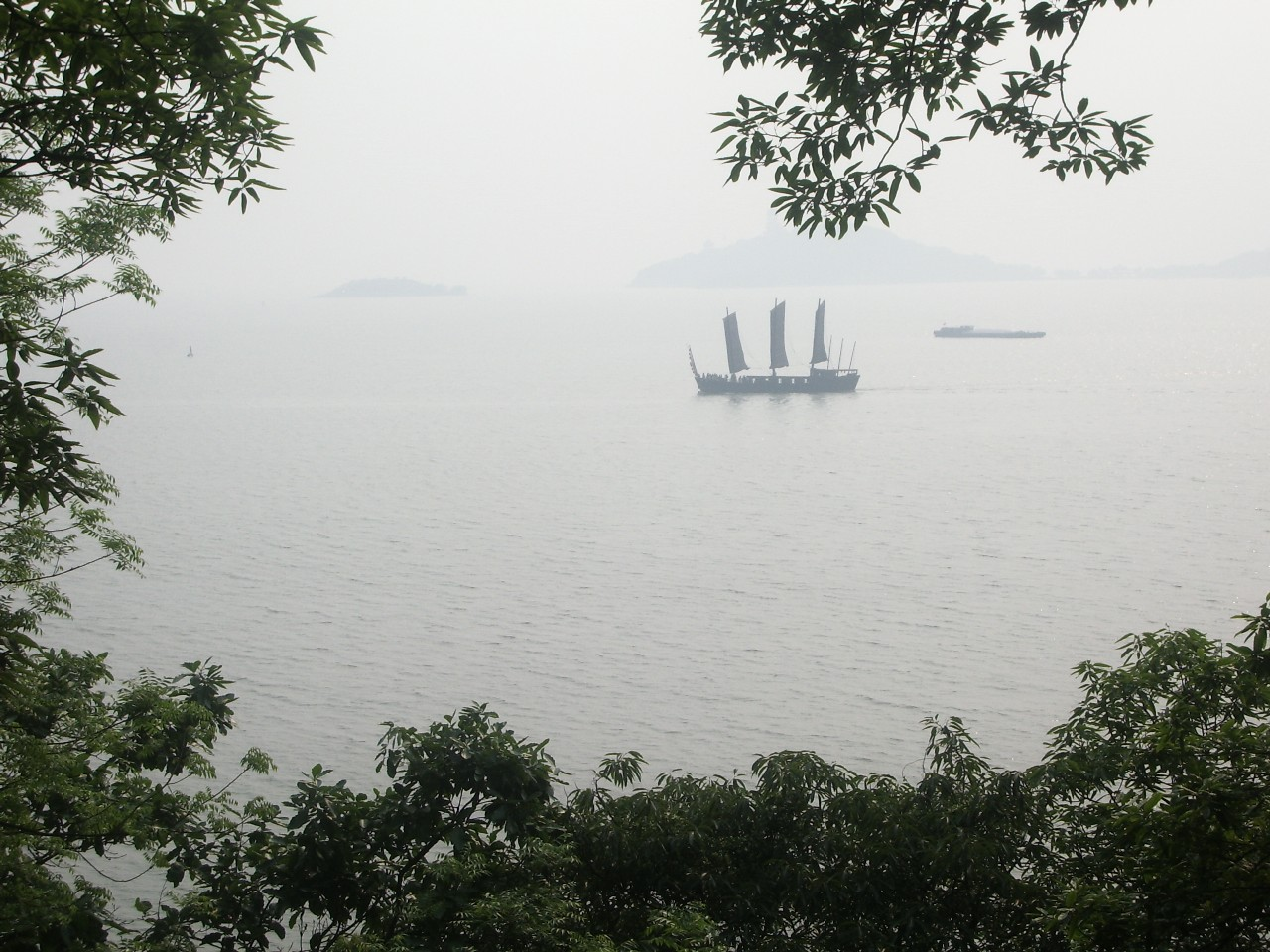
太湖鼋头渚望三山岛

### 引用
1. ↑  . 南方周末. 2007年8月2日  [2010-03-09]. （原始内容存档于2011-12-29）.
2. 1 2 3  朱年. . 苏州大学出版社. 2006. ISBN 7810906925. OCLC 82326691.
3. ↑  . 江苏省住房和城乡建设厅. 2007-08-31  [2014-08-22]. （原始内容存档于2014-08-22） （中文（中国大陆））. 《太湖风景名胜区规划》编制于1983年，1986年经国务院同意批准。经国务院同意批准的太湖风景名胜区规划总面积为3091平方公里，其中景区面积888平方公里，外围保护地带面积2203平方公里。太湖风景名胜区由13个景区、2个独立景点组成。分别为苏州市的木渎、石湖、光福、东山、西山、甪直景区；吴江市的同里景区；常熟市的虞山景区；常州市4个景区组成的太湖湾度假区，环球动漫嬉戏谷，中华孝道园，常州太湖湾和竺山湖；无锡市的梅粱湖、蠡湖、锡惠、马山景区；宜兴市的阳羡景区等13个景区和无锡市的泰伯庙、泰伯墓2个独立景点组成。
4. ↑  澎湃新闻. .   [2018-02-11]. （原始内容存档于2018-02-11）.
5. ↑  . 國際在線. 2009-12-17  [2015-10-27]. （原始内容存档于2016-03-04）.

## 延伸阅读
[在维基数据编辑]
 《欽定古今圖書集成·方輿彙編·山川典·太湖部》，出自陈梦雷《古今圖書集成》